# Assenowgrad
Assenowgrad [ɐˈsɛnovˌɡrat] (bulgarisch Асеновград) ist eine Stadt und Verwaltungszentrum einer gleichnamigen Gemeinde in Zentral-Südbulgarien. Die Stadt liegt 19 km südlich von Plowdiw. Assenowgrad ist die zweitgrößte Stadt in der Oblast Plowdiw und Verwaltungszentrum der gleichnamigen Gemeinde Assenowgrad. Bis 1934 hieß die Stadt Stanimaka (Станимака).
Die Stadt ist wegen ihrer vielen Kirchen und Klöster bekannt und wird deshalb auch Klein-Jerusalem genannt. Die Stadt wird vorwiegend von ethnischen Bulgaren bewohnt. Dazu lebt eine größere Anzahl von bulgarischen Türken sowie eine kleinere Anzahl von Roma in der Stadt.

## Geographie
Assenowgrad liegt im Süden der Oblast Plowdiw am Durchbruch des Flusses Tschaja aus den Rhodopen in die Thrakische Ebene. Durch Assenowgrad führt eine wichtige Verkehrsmagistrale von Plowdiw nach Smoljan und Xanthi in Griechenland.
Die zentrale geografische Lage zwischen Zentralbulgarien, den Rhodopen und dem Ägäischen Meer bestimmte schon im Mittelalter die Bedeutung der Stadt. Wegen seiner Lage am Gebirge hat die Stadt ein sehr angenehmes Klima mit warmen Wintern und kühlen Sommern. Regelmäßig treten Fallwinde von den benachbarten Rhodopen ein. Dabei handelt es sich um einen leichten Wind, der von abends bis 10 Uhr vormittags weht. Der Wind erreicht Stärken von 4–5 und weht Richtung Norden entlang der Fließrichtung des Flusses. Dieser Wind ist ein guter Faktor für die Weinfermentation und ist ein Grund warum Assenowgrad ein Zentrum des Weinanbaus und der Weinherstellung wurde.
In der Nähe der Stadt fließt der Fluss Jugowska.

## Geschichte

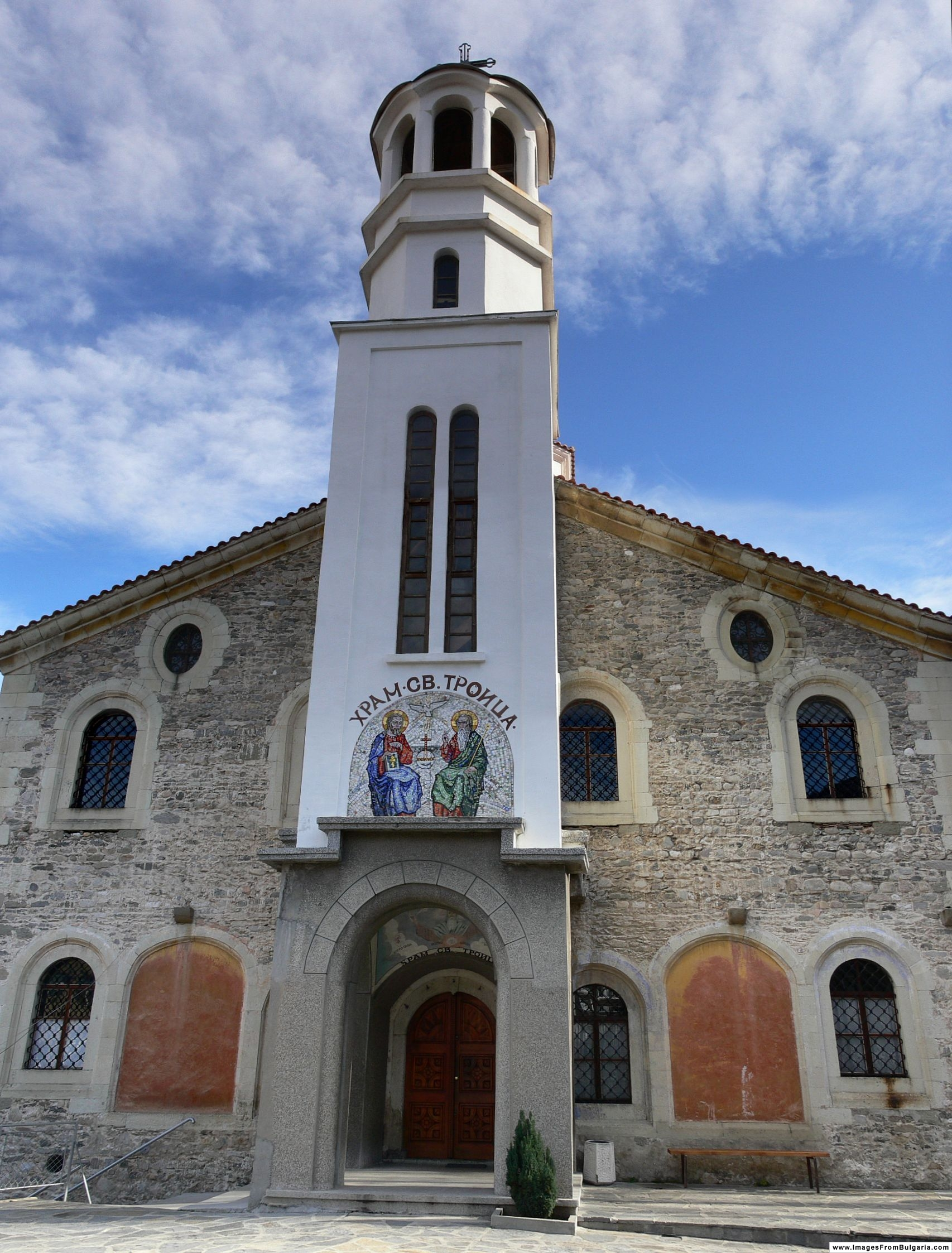
Kirche Sweta Troiza (Heilige Dreifaltigkeit)

In der Nähe der Stadt (Dorf Bogdaniza) wurden Feuerstellen und Gräber aus dem Neolithikum gefunden. An einer anderen Stelle (Dorf Ruen, 5 km westlich von Assenowgrad) wurden Gräber aus dem späten Neolithikum gefunden (3500–3000 v. Chr.). Auch thrakische Gräber mit vielen Bronzegegenständen wurden gefunden.
Um 700 v. Chr. gründeten 3.000 griechische Kolonisten aus der Stadtgemeinde Istiaia auf der Insel Euböa die Stadt unter dem Namen Stenimachos (griech. Στενήμαχος).
Im Jahr 72 v. Chr. nahmen die Römer die Stadt im Rahmen der militärischen Expansion des Römischen Reiches Richtung Schwarzes Meer ein. Nach einer langen friedlichen Periode wurde die Stadt 251 von den Goten zerstört. Nach der Teilung des Römischen Reiches im Jahre 395 fiel die Stadt unter die Kontrolle des Byzantinischen Reiches. Bis um 700 siedelten sich zunehmend slawische Stämme in der Region an und stellten schließlich die Bevölkerungsmehrheit.
Der mittelalterliche Name der Stadt Stanimaka und der Festung wurden zuerst 1083 in der Gründungsurkunde des nah gelegenes Batschkowo-Kloster erwähnt. In der Urkunde wurde auch eine weitere Siedlung, Petritsch oder Vasilikos in der Nähe der Festung erwähnt.
Im 8. Jahrhundert wurde die Stadt Teil des Ersten bulgarischen Reichs. Bei den bulgarisch-byzantinischen Auseinandersetzungen im Mittelalter stieg die militärischen Bedeutung der Festung, die eine Abzweigung der Via Militaris über das Rhodopengebirge Richtung Süden ins heutige Westthrakien überwachte und die Stadt mit der Via Egnatia verband.

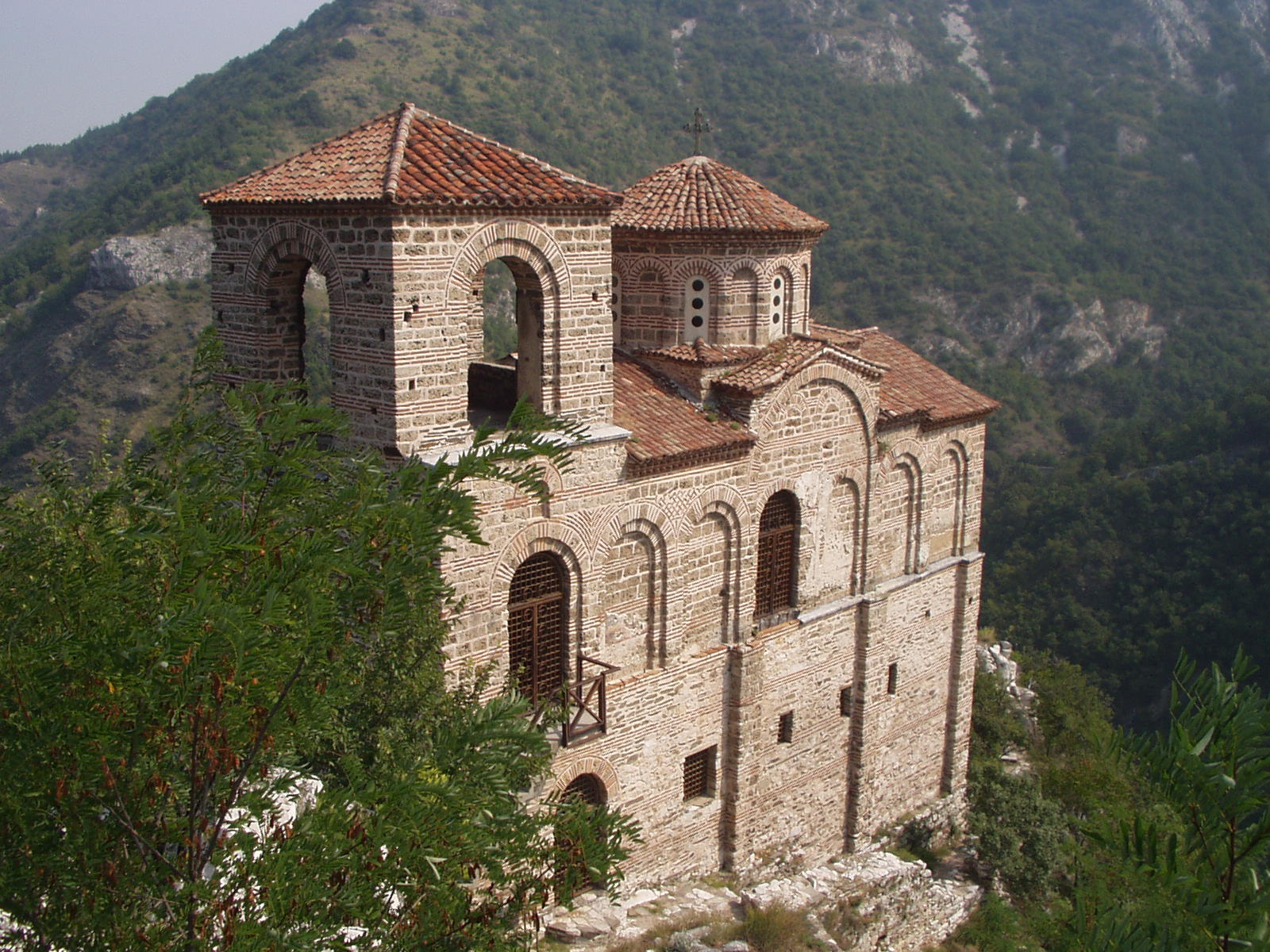
Hofkapelle der Assenowa-Festung

Die Stadt Stenimachos wurde in einem Dokument aus dem Dritten Kreuzzug (1189–1192) erwähnt, in dem die Festung Skribenzion genannt wird. Der Kreuzzug wurde von Kaiser Friedrich I. (auch Barbarossa genannt) geleitet, der 1189 in Philippopolis (heute Plowdiw) quartier nahm und dort überwinterte, während einige seiner Truppenführer die benachbarten Siedlungen ausraubten, darunter auch Stenimachos.
1196 setzte der byzantinische Kaiser Alexios III. Angelos den Mörder des Zaren Iwan Assen I., den Boljaren Iwanko als Verwalter (Strategos) der Thema Makedonien ein. Iwanko sagte sich jedoch 1198 von Byzanz los und erklärte sich zum Herrscher der Region und erkannte die Oberhoheit der bulgarische Krone, wozu auch Stenimachos gehörte. Kaiser Alexios III. Angelos begann einen Krieg gegen Iwanko und nahm bei einer der Schlachten, nach einer Belagerung, die Festung Assenow ein. Alle Bulgaren in der Festung wurden gefangen genommen.
Während des Vierten Kreuzzuges wurde das Gebiet 1204 durch die Kreuzritter erobert und fiel an Rénier de Trith, bis es ein Jahr später vom bulgarischen Zaren Kalojan nach der Schlacht von Adrianopel zurückerobert wurde.
Während des Krieges zwischen dem Byzantinischen und dem Zweiten Bulgarischen Reich wurde die Stadt ein wichtiger militärischer Stützpunkt des bulgarischen Zaren. Weil sich die Beziehungen zu den Lateinern verschlechterten, befahl Zar Iwan Assen II. 1230, die bestehende Festung Stanimaka zu verstärken und sie auszubauen. Seitdem gehören die Festungsanlagen zu den architektonischen Meisterwerken der Tarnowo Kunstschule.
Nach der Eroberung Bulgariens durch das osmanisch-türkische Reich bis 1396 wurde Stanimaka (griechisch Stenimachos) von den neuen Herrschern zerstört. In der Nähe der Festung entwickelte sich nur langsam eine neue Siedlung, in der sich auch türkische Muslime niederließen, die noch heute etwa 20 % der Stadtbevölkerung ausmachen. Die Mehrheit der Bevölkerung bildeten bis zum Bevölkerungsaustausch nach dem Ersten Weltkrieg Griechen.
Heute liegt die mittelalterliche bulgarische Assenowa-Festung zwei Kilometer südlich von Assenowgrad und ist zum Symbol der Stadt geworden. 1934 wurde die Stadt nach der Festung benannt. Assenowgrad heißt „Stadt des Assen“.

## Weitere Sehenswürdigkeiten in der Umgebung

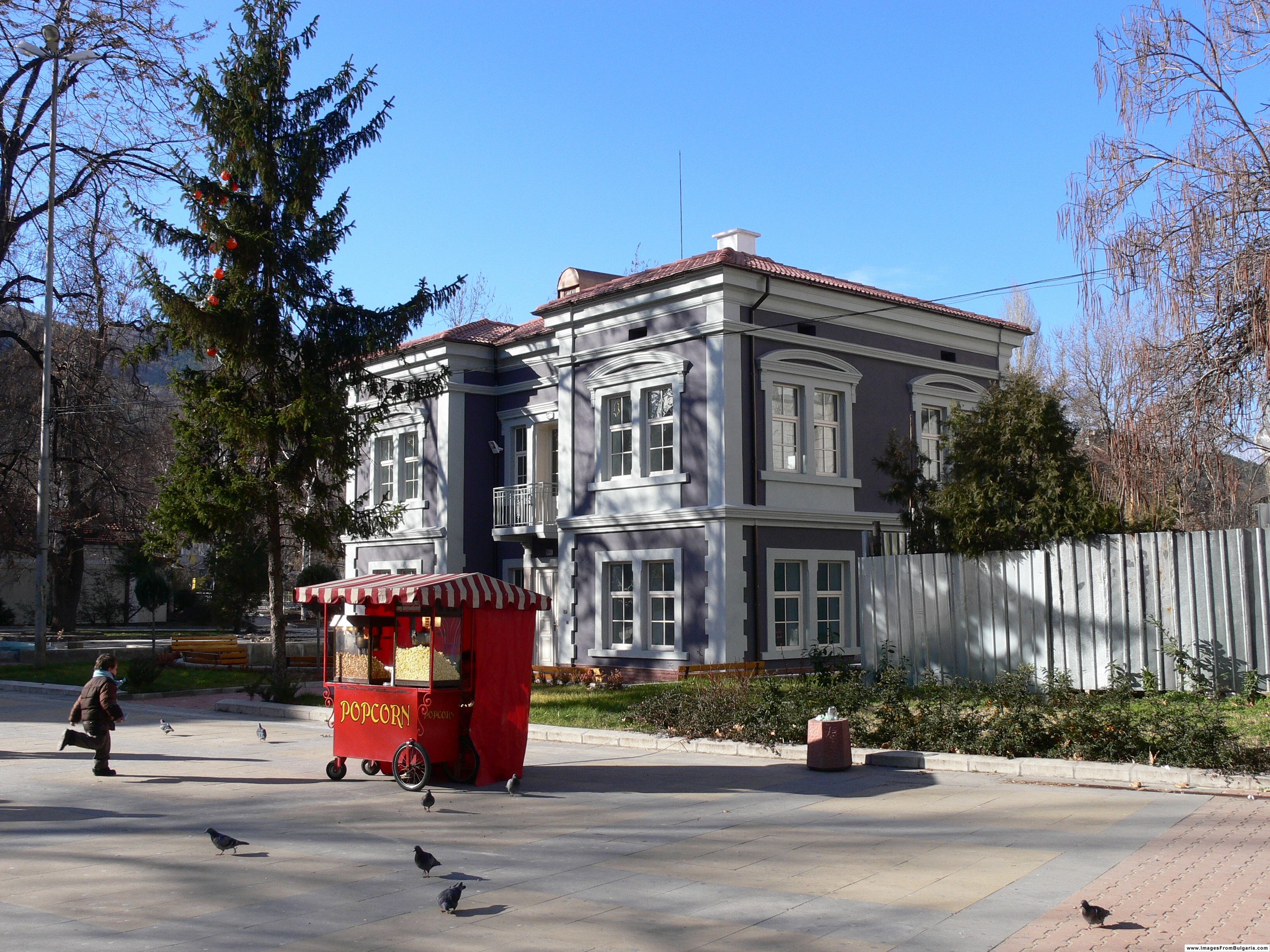
Straßenszene in Assenowgrad

- Kloster Sw. sw Kyrik und Julita im Ortsteil Gorni Woden[5]
- Kloster der Hl. Märtyrerin Nedelja bei Arapowo, ca., 8 km von Assenowgrad[5]
- Kloster der Hl. Petka bei Muldowa, ca. 4 km südwestlich von Assenowgrad[5]
- Krastowa Gora, ca. 45 km südöstlich von Assenowgrad[5]
- die Felsformation Belintasch (Белинташ), 30 km von Assenowgrad
- Naturreservat Tscherwena stena („Rote Wand“), in den Rhodopen
- die Höhle Toptschika

## Wirtschaft
Überregional bekannt ist Assenowgrad für die große Anzahl an Brautmodegeschäften.

## Sport
Der Fußballklub FK Assenowetz spielt in der W Grupa.

## Söhne und Töchter der Stadt
- Christos Tsountas (1857–1934), griechischer Archäologe
- Konstantinos A. Doxiadis (1913–1975), griechischer Architekt und Städteplaner
- Iwan Kirkow (1932–2010), Maler und Illustrator
- Blagowest Sendow (1936–2020), Mathematiker, Hochschullehrer, Diplomat und Politiker
- Jordan Mitkow (* 1956), Gewichtheber und Olympiasieger
- Rumjana Gotschewa (* 1957), Schachspielerin
- Werschinija Wesselinowa (* 1957), Kugelstoßerin
- Stefan Topurow (* 1964), Gewichtheber
- Assen Karaslawow (* 1980), Fußballspieler
- Iwan Tscheparinow (* 1986), Schachgroßmeister
- Stanimira Petrowa (* 1990), Boxweltmeisterin
- Radoslaw Gidschenow (* 1991), Fußballschiedsrichter
- Vasil Kirkov (* 1999), US-amerikanischer Tennisspieler

## Städtepartnerschaften
Die Stadt Assenowgrad unterhält mit folgenden Städten eine Städtepartnerschaft:
| Stadt        | Land                             | seit | Typ          |
| ------------ | -------------------------------- | ---- | ------------ |
| Bergama      | Izmir, Türkei                    | 1992 | Kooperation  |
| Denpasar     | Bali, Indonesien                 | 2013 | Partnerstadt |
| Dimitrovgrad | Pirot, Serbien                   | 2013 | Partnerstadt |
| İzmit        | Kocaeli, Türkei                  | 2023 | Partnerstadt |
| Kilkis       | Kendrikí Makedonía, Griechenland | 1989 | Kooperation  |
| Naoussa      | Kendrikí Makedonía, Griechenland | 1993 | Kooperation  |
| Nilüfer      | Bursa, Türkei                    | 2012 | Partnerstadt |
| Prilep       | Pelagonien, Nordmazedonien       | 1993 | Kooperation  |
| Stary Oskol  | Zentralny, Russland              | 2008 | Partnerstadt |